# 浅野重雄
浅野 重雄（あさの しげお、1906年10月31日 - 1989年1月12日）は、日本の政治家。宮城県富谷町長（4期）。

## 来歴
宮城県黒川郡落合村（現・大和町）出身。高等小学校卒。農業に従事する。のち富谷村（のち富谷町、現・富谷市）の浅野家の養嗣子となる。
戦後、富谷村農地委員、同村議会議員、農業委員となり、農業委員会委員長、村議会議長を務めた。
富谷村は1963年に富谷町となり、1967年富谷町長選挙に立候補し、当選し、4期16年町長を務める。
在職中は町役場新庁舎の建設、簡易水道の供給開始、町立小中学校の整備など町政発展に尽くした。
町長は1983年まで務め、この間、地方自治と産業の発展に多大なる功績を残したことにより、知事や各種機関から表彰され、1982年に勲四等瑞宝章を受章した。1989年に死去。従五位を贈られた。
このほか富谷農業会長、農業協同組合長、森林組合長、富谷北部土地改良区理事長などを務めた。